# Goran Karanović
Goran Karanović (in serbo Горан Карановић?; Belgrado, 13 ottobre 1987) è un ex calciatore serbo naturalizzato svizzero, di ruolo attaccante.

## Carriera
Segna il suo primo gol in massima serie elvetica il 23 luglio contro lo Zurigo con la maglia del Servette raddoppiando due minuti dopo, firmando così la sua prima doppietta in Super League. Dopo tre stagioni trascorse con la maglia della squadra ginevrina, firma un contratto di due anni con il San Gallo.